# 풍천장어
풍천장어(風川長魚)는 전북특별자치도 고창군을 흐르는 주진천(인천강)과 서해가 만나는 고창군 심원면 월산리 부근에서 잡히는 뱀장어를 가리킨다. 3월과 6월 사이에 포획이 이뤄지며, 독특한 양념구이로 유명하다.

## 명칭의 유래
지역 주민들은 주진천을 풍천강이라고 부른다. 바다 쪽 갯벌이 간척되기 전, 바닷물은 지금보다 훨씬 내륙 안쪽으로 들어왔다. 실뱀장어는 민물에서 7~9년 이상 성장하다가 산란을 위해 태평양 깊은 곳으로 회유하기 전 바닷물과 민물이 합해지는 지역에 머문다. 그렇게 바다와 민물이 만나는 풍천강에서 장어가 많이 잡혔고, 그래서 '풍천장어'이라는 이름이 붙었다. 인천강에 하루 2번 바닷물이 들어오는데 자연산 장어가 바닷물과 바람을 함께 몰고 들어온다고 해서 '바람風' 자와 '내川'자를 써서 풍천장어라고 불렀다는 설명도 있다.